# 三三七拍子
三三七拍子（さんさんななびょうし）は、明治大学應援團で考案された応援様式であり、全国に幅広く普及している日本の代表的な応援技法のひとつである。

## 概要
三三七拍子は明治大学應援團の初代団長が考案し、1921年（大正10年）に初めて披露された。その後、六大学野球などを通じて有名になり、また、卒業生が各地の企業や学校の運動会の応援を指導する際に用いたことで全国的に普及、定着し、日本の代表的な応援手法として、全国各地の学校運動会からプロ野球、高校野球、オリンピック応援など、各種応援の場で幅広く使用されている。
応援一般に用いられるが、学校行事やスポーツ応援の他、締めや激励、祝勝の時に縁起担ぎ的に使われるケースが多い。西洋音楽の定義の「拍子」とは異なるものである。

## 起源・歴史
明治大学應援團・初代団長の相馬基（そうま もとい）が考案し、1921年（大正10年）に行われた早稲田大学との対抗試合で初めて披露され、その後、六大学野球などを通じて全国区的な存在となった。
学校行事や一般的な激励、祝勝の席、ビジネスの場における商売繁盛祈念などで縁起担ぎ的な用法で使用されることも多く、更に、東京ディズニーリゾートのディズニー・イースターなどアミューズメント施設のアトラクションなどにも使用されるなど、利用シーンは多岐に亘り、その影響はスポーツ応援の範疇にとどまらず、文化全般に亘る。
音楽的な影響なども指摘されており、1960年代のグループ・サウンズブームの始まりとされる『フリフリ』（ザ・スパイダース）では、ロック音楽に初めて三三七拍子が取り入れられ、西洋音楽に日本のテイストが加味された斬新なサウンドは、その後一世を風靡するグループ・サウンズの先駆けとなった。

## 音楽的考察
音楽学者の岩井正浩（神戸大学名誉教授、日本民俗音楽学会会長）は、3,3,7の次にそれぞれ間があるため、実質的には四四八拍子にあたると指摘している。
更に「三三七拍子」のリズムが、後に作曲された日本の有名な歌謡曲・ポピュラーソングに多く組み込まれているとの指摘がある。

### 「三三七拍子」のリズムが組み込まれているとの指摘がある主な楽曲
- 「チューリップ」（童謡）

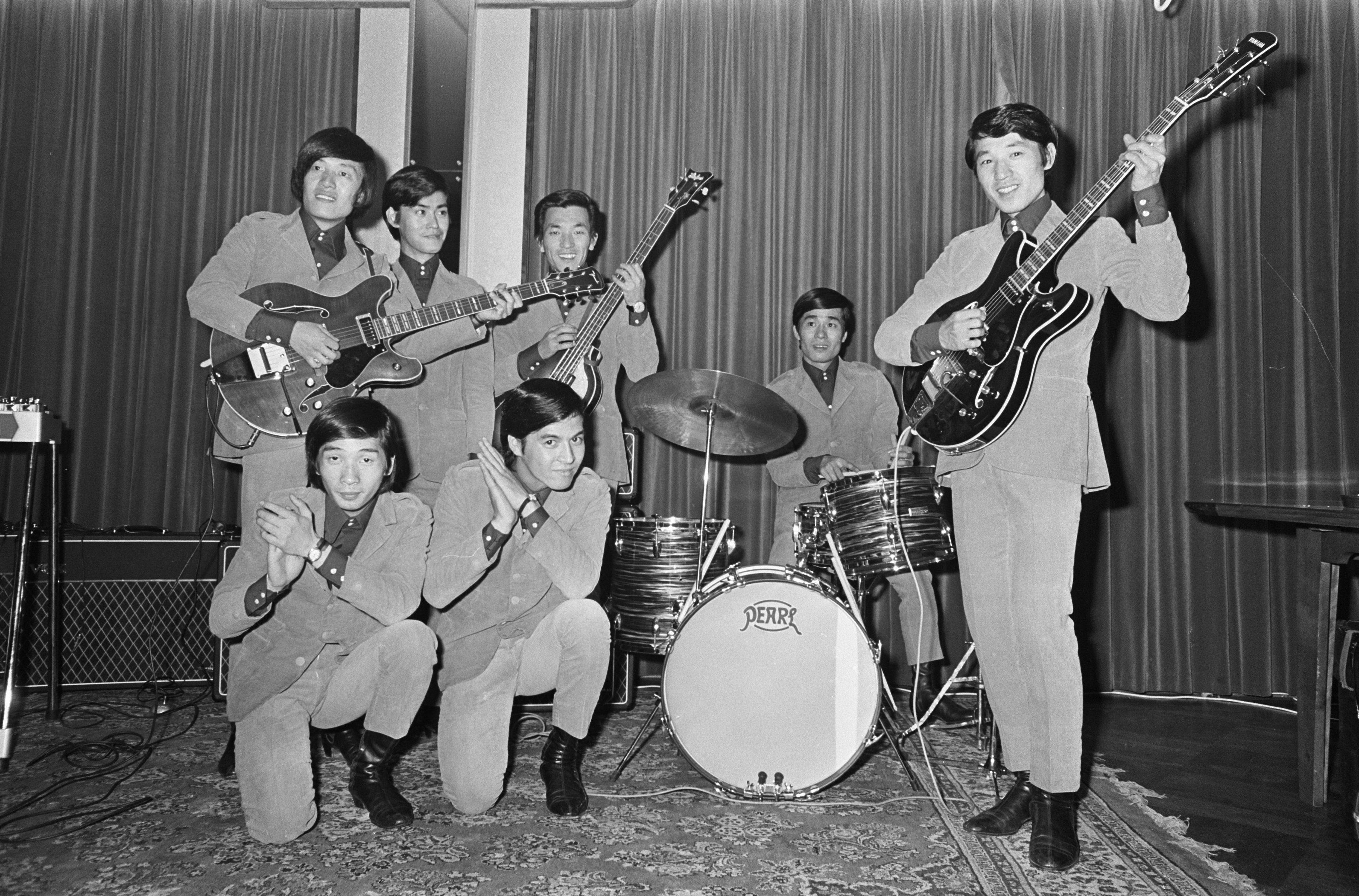
ザ・スパイダース

- 「青い山脈」（「青い山脈」（映画）主題歌）
- 「フリフリ」（ザ・スパイダース）
※最初のグループ・サウンズのレコードであると同時に初めて三三七拍子をロック音楽に取り入れた曲とされる[2]
- 「サウスポー」（ピンク・レディー）
- 「EZ DO DANCE」（TRF）
- 「恋愛レボリューション」（モーニング娘。）
- 「紅」（X JAPAN）
- 「自分のために/for you」（TOKIO）
- 「NIPPON」（椎名林檎）
※NHKの「2014 FIFAワールドカップ」テーマ曲
- 「倍倍FIGHT!」(CANDY TUNE)

## 影響・エピソード

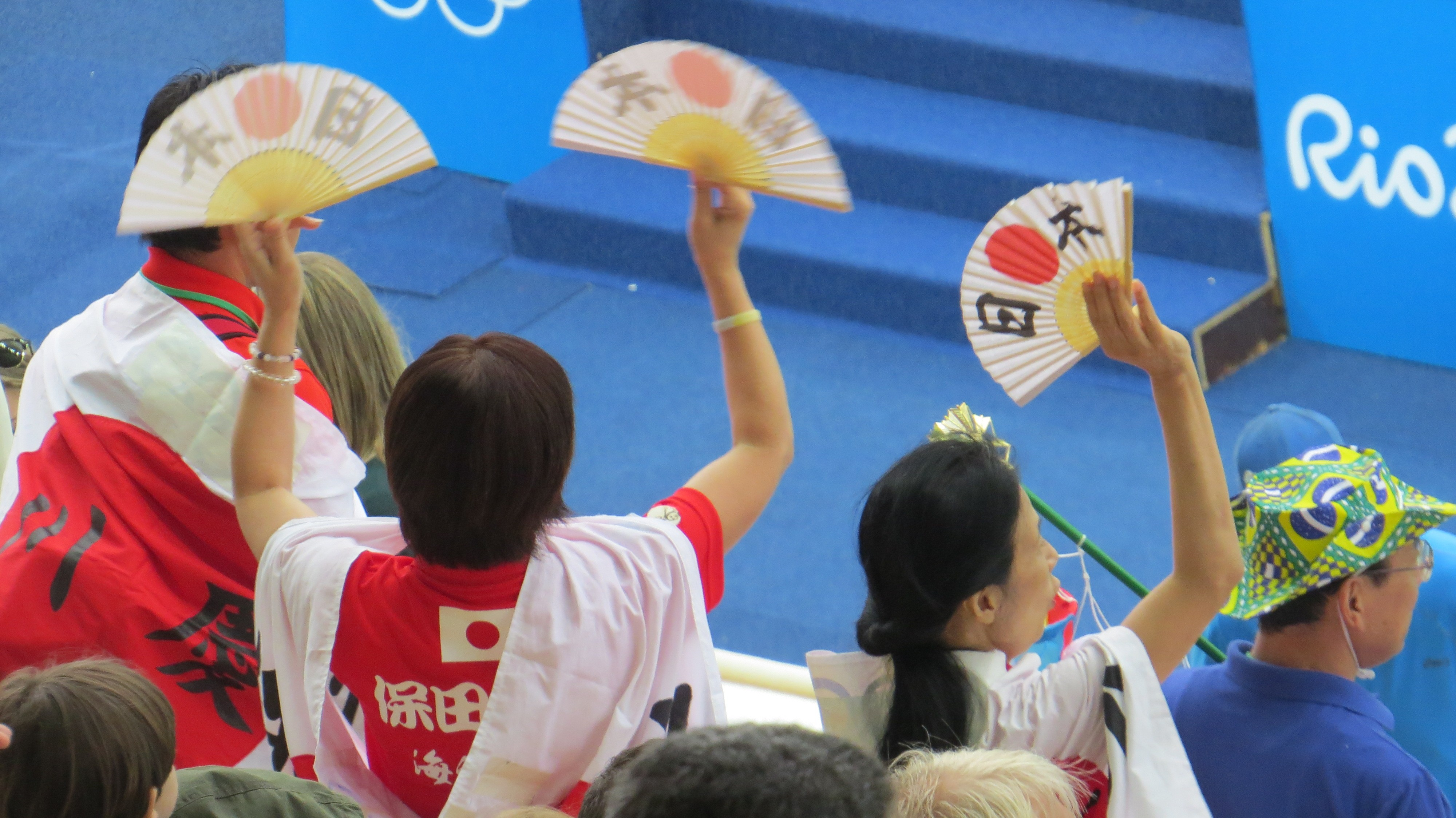
2016年リオデジャネイロオリンピック

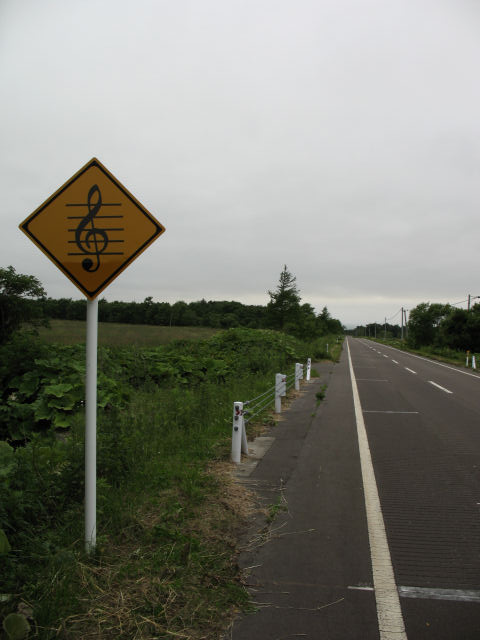
メロディーロード

- オリンピックの三三七拍子
  - 1972年ミュンヘンオリンピック

男子バレーボール準決勝での対ブルガリア戦セットカウント0-2からの奇跡の逆転劇。テレビ番組「ミュンヘンへの道」なども放送され、大会前から日本国内の話題をさらっていた男子バレー最大のピンチで、オリンピックおじさんが三三七拍子の音頭を取り、地元ドイツ人が多い会場全体を味方につけ日本チームを大逆転勝利に導き、更に金メダルに輝いた[5]
  - 2012年ロンドンオリンピック

日本オリンピック委員会が「1億2500万人の大応援団」キャンペーンを展開。松岡修造応援団長が壮行会の会場に詰め掛けた1万人のファンと三三七拍子を実施。全国から三三七拍子のリズムに乗せた応援ムービーを募集。
  - 2016年リオデジャネイロオリンピック

和楽器バンドによるオリンピックテーマ曲のイントロで三三七拍子を使用
  - 2026年北海道・札幌冬季オリンピック・パラリンピック招致支援

前哨戦となる冬季アジア札幌大会の成功祈念も兼ね、オリンピックおじさんがオリンピック競技会場の10万人を前に行っている三三七拍子を実施

- プロ野球の三三七拍子
  - 読売ジャイアンツ：得点時テーマで三三七拍子に乗せ選手名を連呼
  - 阪神タイガース：ヒットテーマなど
  - 広島カープ：攻撃開始やヒットテーマなど
  - 横浜DeNAベイスターズ：攻撃開始時の3連続三三七拍子など
  - 福岡ソフトバンクホークス：ヒット・出塁テーマ
  - 埼玉西武ライオンズ：応援テーマソングが「三三七拍子」（がんばれ!Victory）である他、進塁時テーマなど
  - 北海道日本ハムファイターズ：ビジターチームの投手交代時にビジョンで三三七拍子を流す
  - 他、全チームで使用

- パナソニック三三七拍子
松下幸之助が自身の考案により、1931年より松下電器（パナソニック）の全社的行事として「初荷」を開始。毎年の仕事始めの日にハッピ姿の社員が荷物を満載し商品名を書いた幕や小旗を取り付けたトラックで賑やかに行進し、販売店で初荷の挨拶状を読み上げ三三七拍子で締めるという内容のもので、松下電器の正月の名物行事として年々盛大に行われ、「初荷」イベントが中止された以降も三三七拍子はパナソニックグループの企業文化として継承されている）[6]

- ディズニー三三七拍子
東京ディズニーリゾートのスペシャルイベントである「ディズニー・イースター」の『ヒッピティ・ホッピティ・スプリングタイム』で、エッグレースで遅れをとっていることに気付いたミッキーマウスが、三三七拍子により応援を行うパターンなど。

- メロディーロード
速度超過抑制や眠気防止等の効果を期待したメロディ音として三三七拍子が採用されている。
※最初に採用されたメロディとの説がある
  - 長野自動車道下り線みどり湖パーキングエリア～塩尻インターチェンジ区間
  - 中国自動車道下り線小月インターチェンジ～下関ジャンクション区間
  - 東北自動車道下り線二本松インターチェンジ～福島西インターチェンジ区間、同国見インターチェンジ～白石中央スマートインターチェンジ区間
  - その他、中央自動車道や名阪国道など全国各所に存在

## 「三三七拍子」をモチーフにした主な作品
- 「あすなろ三三七拍子」（小説・テレビドラマ、重松清著）
- 「三三七拍子」（エッセイ、爆笑問題著）
- 「 3.3.7ビョーシ!!」（漫画、久保ミツロウ著）
- 「地球ブルース〜337〜/DJDJ ［for RADIO］」（楽曲、KICK THE CAN CREW）
- 「三三七拍子!!」（楽曲、歌う応援隊ヒトミリリィ作）
- 「三三七拍子」（楽曲、がんばれ!Victory）
- 「三三七拍子動画で世界を元気に（『この世を目覚めさせる音』を一緒に奏でよう！プロジェクト）」（和太鼓グループ彩 -sai-）
- 「武士道！三三七拍子」（楽曲、京都男子）
- 「恋の三三七拍子～とびっきりのテレパシー」（楽曲、mogu☆mogu）

## メディア
- 『チコちゃんに叱られる!』（2018、NHK）
「どうして応援は３３７拍子なのか？」というタイトルで、番組が用意した回答は「明治大学の天才がひらめいたから」というもので、三三七拍子のルーツとして明大応援団が出演